# Aalsmeer
Aalsmeer (uitspraakⓘ) is een plaats en gemeente in de Nederlandse provincie Noord-Holland. De gemeente telt 33.279 inwoners en heeft een totale oppervlakte van 32,29 km², waarvan 20,12 km² land en 12,17 km² water (22 november 2024, bron: CBS). De gemeente Aalsmeer omvat het dorp Aalsmeer, dat aan de Ringvaart van de Haarlemmermeerpolder ligt, het dorp Oosteinde en de gehuchten Calslagen, Kudelstaart en Vrouwentroost. De gemeente maakt deel uit van de plusregio Stadsregio Amsterdam. Een inwoner van Aalsmeer wordt een Aalsmeerder genoemd.

## De naam
De naam Aalsmeer is waarschijnlijk afgeleid van Alsmar, dat 'palingmeer' betekent. Maar ook Aelsmer dat 'allesmeer' zou betekenen en els-er dat ‘drassig land met elzen’ betekent, behoren tot de mogelijkheden. De meeste Aalsmeerders gaan uit van 'palingmeer'. Ook nu nog wordt in Aalsmeer (in de Westeinderplassen) op paling gevist (peuren); de vangst is wel minder dan enkele decennia terug.
In 1816 werd het wapen van Aalsmeer vastgesteld. Het is de afbeelding van een (Hollandse) leeuw met een paling in zijn voorpoten. Soms wordt bij het wapen ook de spreuk: Retine quod habes (behoud wat je hebt) gevoerd. De naam van de korenmolen De Leeuw (1863) in Aalsmeer is vermoedelijk van de leeuw in het wapen afgeleid.

## Geschiedenis
Aalsmeer wordt voor het eerst genoemd in 1133 als 'Alsmar'. Deze naam komt voor in een oorkonde waarbij land geschonken wordt aan de abdij van Rijnsburg, een adellijk nonnenklooster. In een akte van Diederik VII van Kleef wordt deze schenking in 1199 nog eens bevestigd. Het gebied Alsmar was toen een wildernis van lage elzen- en wilgenbossen. In de omgeving werd veel turf gestoken, waardoor er grote veenplassen ontstonden. Aalsmeer was in die tijd georiënteerd op Haarlem, het behoorde tot Kennemerland. De grens met Amstelland werd gevormd door de Legmeerdijk (thans grens met Amstelveen).

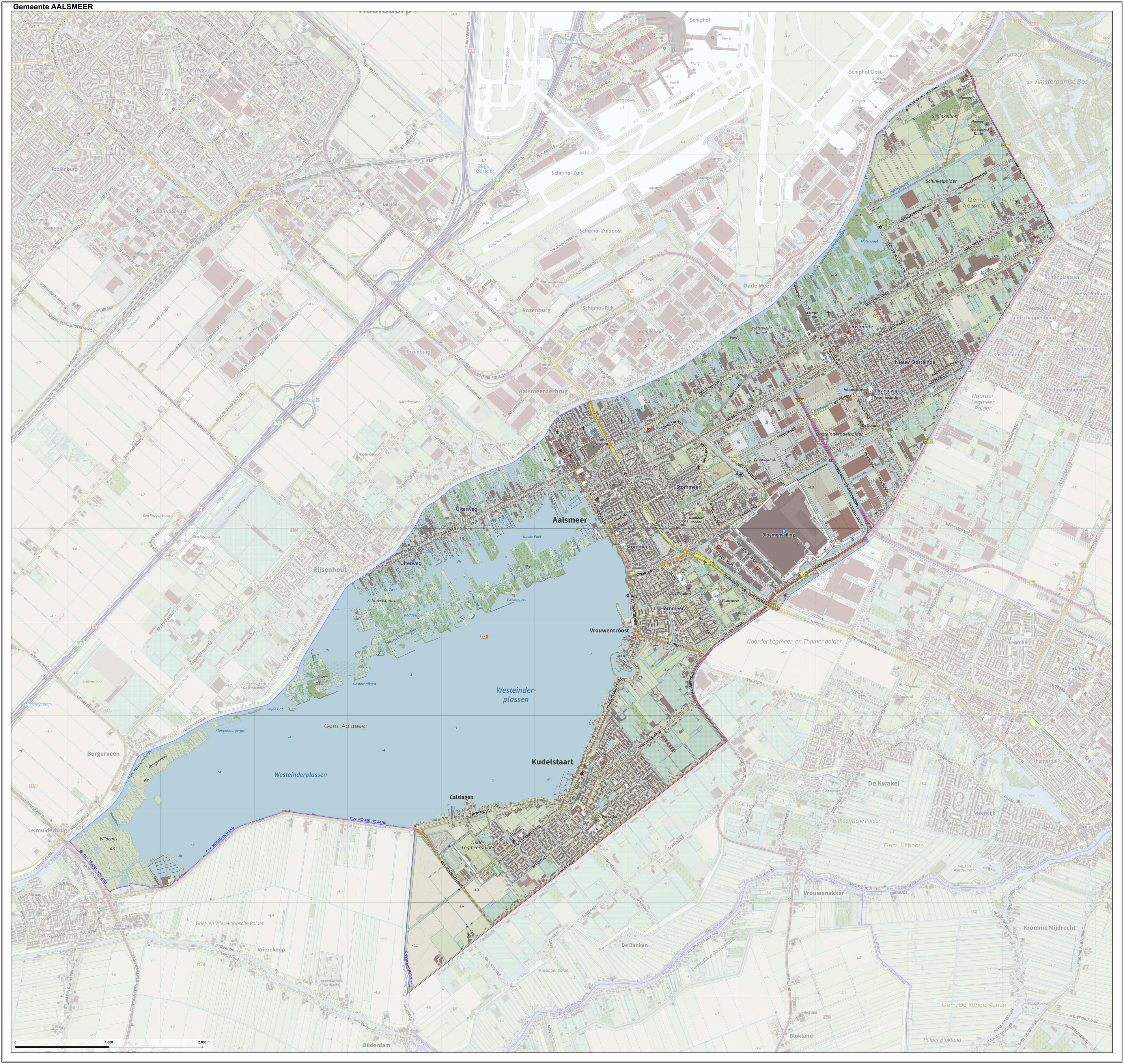
Topografische gemeentekaart van Aalsmeer.

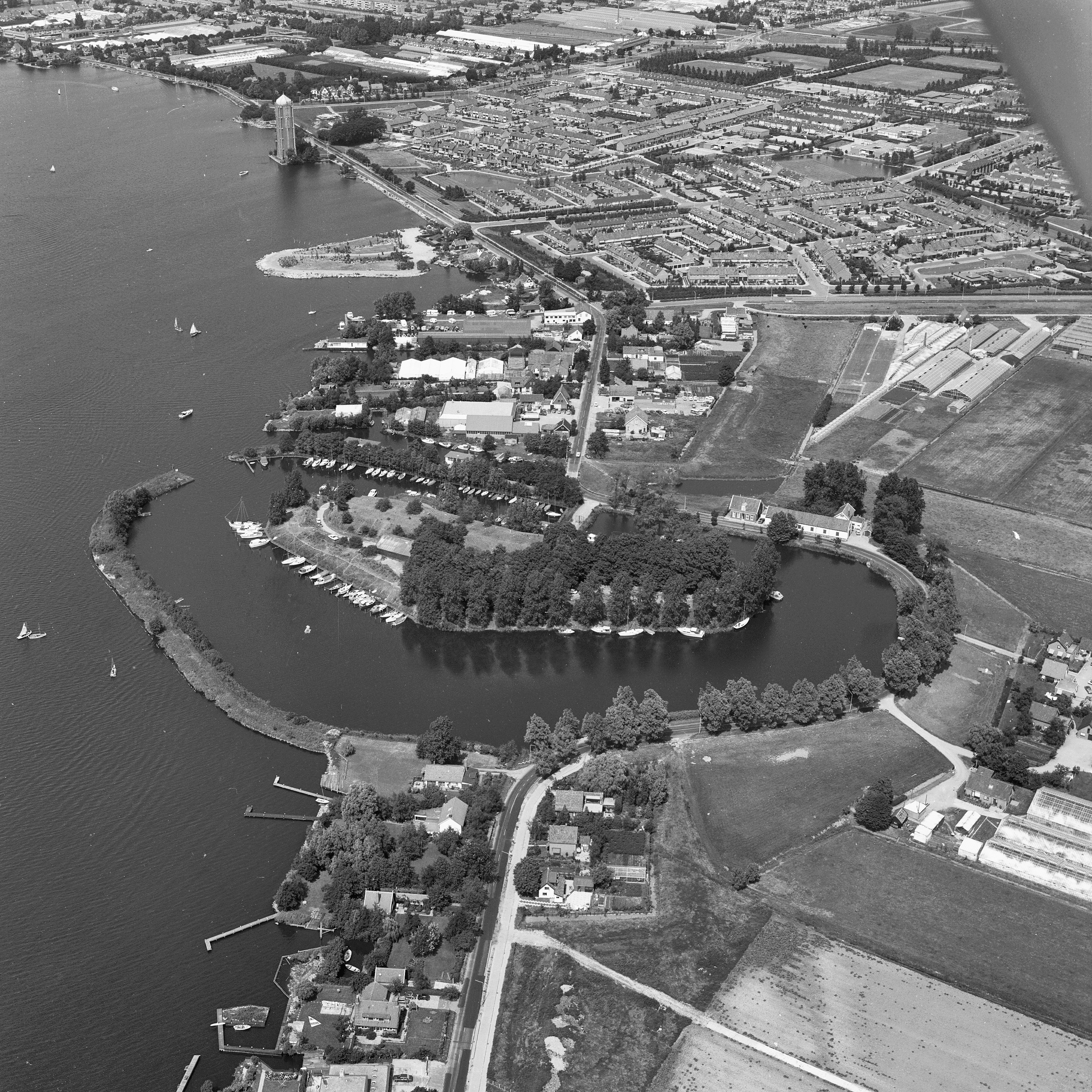
Luchtfoto van Fort Kudelstaart en de Aalsmeerder wijk Hornmeer in 1977.

### Vervening
De bewoners van Aalsmeer zagen veel land in de omgeving verdwijnen door de vervening, het afgraven en wegbaggeren van veengrond om turf te winnen. Zo ontstonden de Oosteinderpoel, Schinkelpoel, Stommeer, Hornmeer, Legmeer en de Westeinderplassen. Ook de Haarlemmermeer werd mede als gevolg van vervening steeds groter.
Er bleef weinig landbouwgrond over, zodat veel inwoners in de 15e eeuw op visserij overschakelden. De schaarse grond werd steeds intensiever bewerkt, vooral voor boomteelt. De tuinders konden ook goed verdienen aan het vormknippen van bomen en struiken op de buitens van rijke kooplui. Deze tijd was ook het begin van de aardbeienteelt.

### Drooglegging
Het grondgebrek dat door vervening was ontstaan, werd bestreden door de veenplassen droog te malen. Hiermee werd in de 17e eeuw begonnen. Eerst werd de Stommeer drooggemaakt (1650) en daarna de Hornmeer (1674). Straatnamen herinneren ook vandaag de dag nog aan deze meren; zo kent Aalsmeer de Stommeerweg en Stommeerkade. De Hornmeer is een wijk in Aalsmeer.
Twee van de windmolens waarmee de plassen werden drooggemalen bestaan nog steeds. Dit zijn de Stommeermolen (1742) en De Zwarte Ruiter (1778) bij de Schinkelpolder.

### Van vis naar aardbei
In 1852 werd de aan Aalsmeer grenzende Haarlemmermeer drooggemaakt. Daarna volgden de droogleggingen van de Schinkelpoel, de Oosteinderpoel en de Legmeer. De visserij werd minder (alleen nog mogelijk op de Westeinderplassen) en het vervenen hield op, de inwoners gingen meer bomen, planten en fruit verbouwen. Tussen 1850 en 1885 beleefde de aardbeienteelt zijn hoogtepunt. De aardbei werd het symbool voor de vlag van Aalsmeer: rood, groen, zwart (vrucht, blad, aarde). Aalsmeer kent ook een 'Aardbeienbrug', te vinden aan de Uiterweg.

### Ontstaan van de bloemenveiling
De kwekers verkochten de aardbeien aan tussenhandelaren, die met een aardbeienschip naar Amsterdam voeren om de waar aan de man te brengen. In deze tijd ontstond het veilingwezen in Nederland, waarbij Aalsmeer een heel grote rol ging spelen. De bloementeelt begon rond 1880 met het kweken van rozen (toen al in kassen). De veengrond bleek heel goed te zijn voor de bloementeelt. De bloemen werden eerst nog met schuiten naar de markt in de stad gebracht, maar al snel werd de handel naar Aalsmeer verlegd. De veilingen begonnen in het café Welkom en café de Drie Kolommen, in het centrum van het dorp.
In 1912 werden er twee echte veilingen gesticht: de Centrale Aalsmeerse Veiling aan de Van Cleeffkade in het centrum en Bloemenlust aan de Oosteinderweg in Aalsmeer-Oost. In 1968 zijn beide veilingen samengegaan; de nieuwe combinatie heette Verenigde Bloemenveilingen Aalsmeer (VBA). In 1972 werd een nieuw pand betrokken aan de Legmeerdijk in Aalsmeer-Zuid.
Vanuit de nieuwe veiling was het maar een klein stukje rijden naar het vliegveld. Het nieuwe Schiphol was juist in gebruik genomen. Hierdoor kregen de Hollandse tuinders rechtstreeks toegang tot de Amerikaanse en Japanse markt. In 1999 is de veiling uitgebreid. Met een vloeroppervlak van 999.000 m² is het veilinggebouw volgens het Guinness Book of Records het grootste handelsgebouw ter wereld. De veiling is te bezoeken door het publiek van 7.00 tot 11.00 uur.
In 2008 fuseerde de VBA met FloraHolland. De combinatie ging verder onder de naam FloraHolland, met het tulplogo van de VBA.

### Spoorwegen en bus
Op 2 augustus 1912 werd Aalsmeer op het spoorwegnet van de Haarlemmermeerspoorlijnen aangesloten en kreeg een station. Er waren spoorlijnen in drie richtingen: Haarlem (via Hoofddorp), Amsterdam (via Amstelveen) en Nieuwersluis-Loenen (via Uithoorn, Mijdrecht, Wilnis en Vinkeveen). Het personenverkeer werd hier gestaakt in 1950. De laatste goederentreinen van en naar Aalsmeer reden op 28 mei 1972. De spoorlijn is daarna opgebroken in 1975, gedeelten van het tracé zijn gebruikt voor een busbaan. Het stationsgebouw uit 1912 is nog aanwezig en in gebruik als kantoor.
Sindsdien wordt het openbaar vervoer uitsluitend verzorgd door buslijnen die samenkomen op Busstation Aalsmeer.

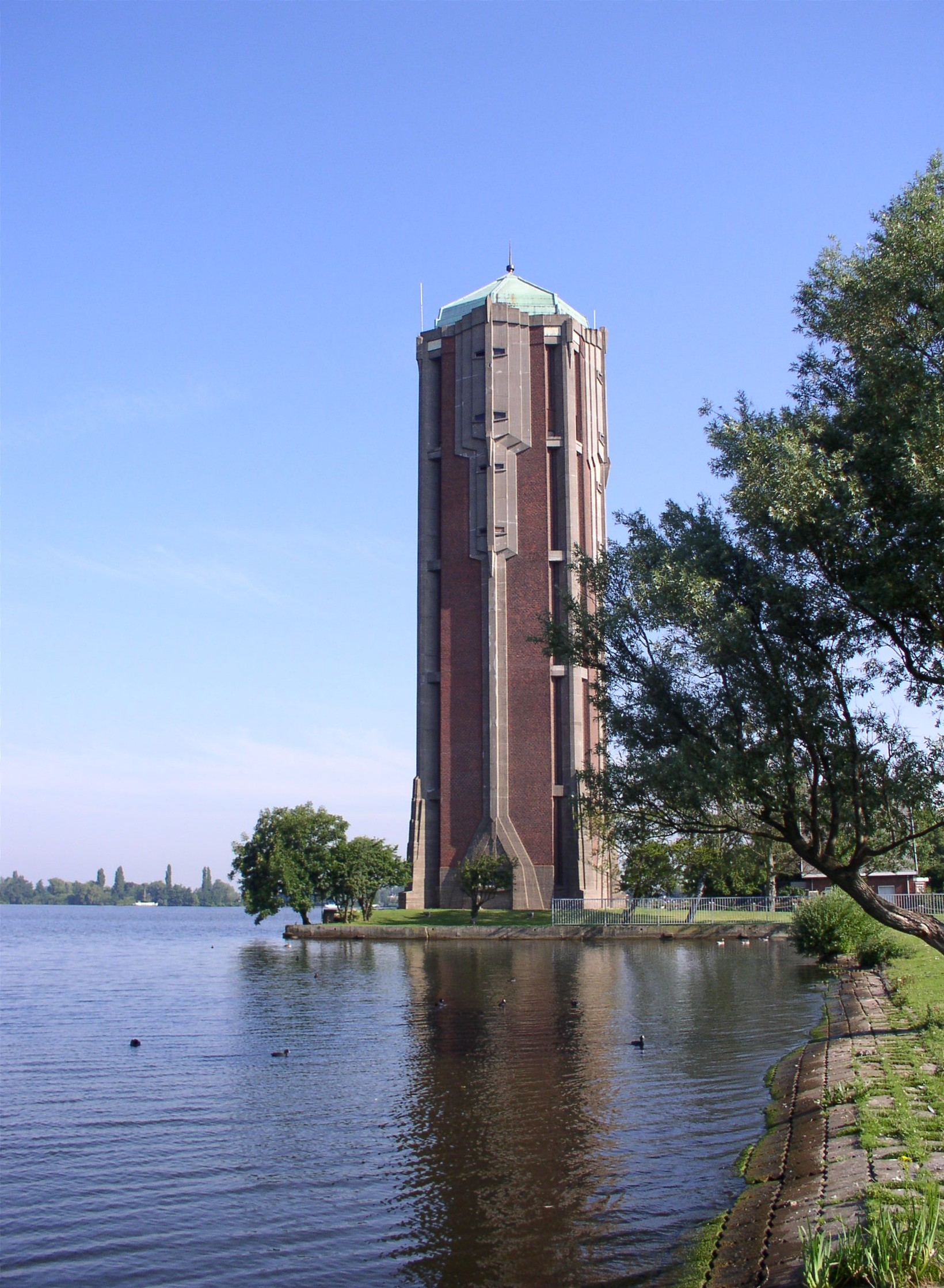
De watertoren in Aalsmeer.

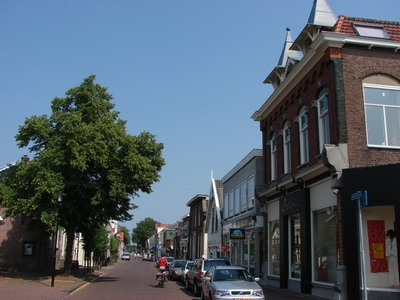
Dorpstraat in Aalsmeer.

### Tweede Wereldoorlog
In de Tweede Wereldoorlog verwierf Aalsmeer een reputatie als nazi-bolwerk. Dat was vooral te wijten aan de fanatieke NSB-burgemeester Kolb en een handjevol fascisten. Door de ligging bij Schiphol, de Westeinderplassen en Amsterdam was het dorp een belangrijk strategisch punt. Het was bovendien een rijk dorp, door de teelt van bloemen en planten, de visserij en de veilingen. Vaste gast in het dorp was de opperbevelhebber van de Wehrmacht in Nederland, Friedrich Christiansen, die er boten liet bouwen.
Vanaf 1942 zette een aantal kleine verzetsgroepen zich in voor de vele uit Amsterdam gevluchte Joden die in Aalsmeer onderdoken. Het toenmalige hoofd burgerzaken Cor Braber was een groot vervalser van persoonsbewijzen. Na de oorlog vonden er meer dan honderd rechtszaken plaats tegen NSB’ers uit Aalsmeer. Journalist Theodore van Houten schreef een standaardwerk over die periode: Een vrij ernstig geval. Eerder verscheen al het boek Onbekende Strijders van Constantijn Hoffscholte, over het verzet in Aalsmeer tijdens de Tweede Wereldoorlog.
Aalsmeer heeft drie oorlogsmonumenten: De propeller is van een bommenwerper die op 17 december 1942 een noodlanding maakte op de Westeinderplassen, en is sinds 1987 te vinden aan de Schweitzerstraat in Kudelstaart. Op een gedenksteen bij het gemeentehuis staan de namen van inwoners van Aalsmeer die tijdens de oorlog omkwamen. In Aalsmeer Nieuw Oost staat het meest recente, glazen monument 'Hell's Fury' van Joop Kok, op de plek waar op 13 december 1943 een Amerikaans vliegtuig crashte, na door het Duitse luchtafweergeschut (FLAK) te zijn neergehaald. Van de zevenkoppige bemanning overleefde alleen gezagvoerder Captain Sanford de crash. Het ontwerp van het glazen monument is gebaseerd op vier foto's van de crash, gemaakt in een ander vliegtuig uit hetzelfde eskadron.

### Na de Tweede Wereldoorlog
In 1950 telde het dorp Aalsmeer 12.500 inwoners. De tuinbouw was van groot belang. Er waren bloementelers, boomkwekers en er was veel glastuinbouw. In de economie bleef het zwaartepunt liggen op de bloementeelt, na de oliecrisis van 1973 (in het bijzonder sinds circa 2000) op de handel via de VBA (tegenwoordig FloraHolland). Sinds jaren komt de teelt niet meer uitsluitend uit Aalsmeer en omgeving, maar worden producten uit onder andere Kenia en Israël ingevlogen en in Aalsmeer geveild. De gemeente is inmiddels uitgebreid met verscheidene nieuwbouwwijken.

## Economie

### Bloementeelt
Aalsmeer is wereldbekend door de bloementeelt en vooral de bloemenveiling. De handel is geconcentreerd in de veiling aan de Legmeerdijk. De veiling – de grootste bloemenveiling ter wereld – is een van de belangrijkste toeristische trekpleisters van Aalsmeer. Ook zijn er diverse bloemenexportbedrijven. Er zijn nog kwekers die zich op de bovenlanden van Aalsmeer (eilandjes in de Westeinderplassen) bezighouden met de teelt van seringen en snijbloemen.

### Toerisme en recreatie

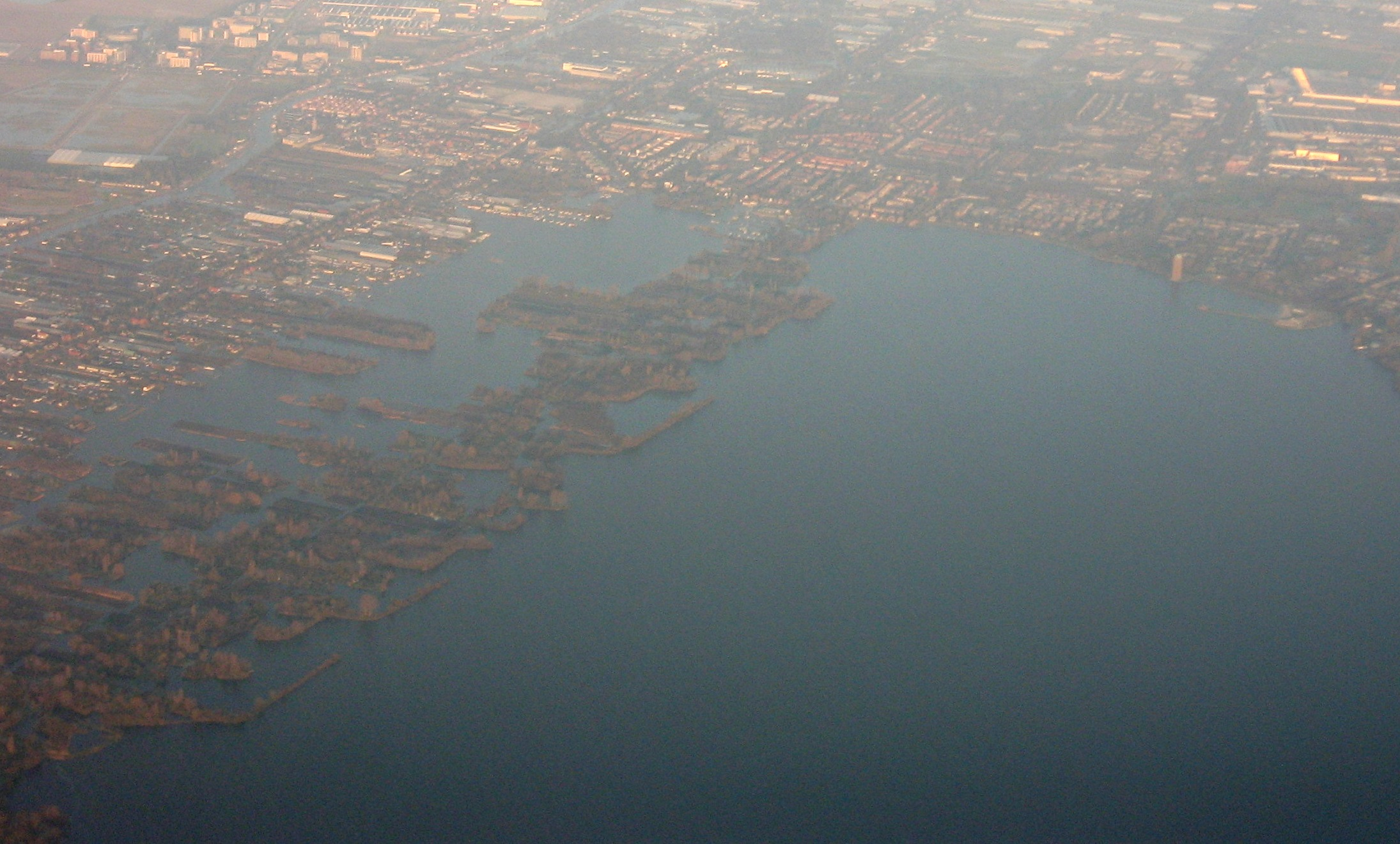
Luchtfoto van de Westeinderplassen.

Aalsmeer grenst aan de Westeinderplassen (een derde van het Aalsmeerse gebied is water). Op de Westeinder is veel watersport en de gemeente telt vele jachthavens. Los van de watersport, vormen de plassen een waardevol natuurgebied, met opvallende rietzudden en moerasbomen. In de Westeinderplassen liggen veel eilanden en eilandjes, waar plaats is voor recreatie en tuinbouw (planten, bloemen en vruchten). Veel eilanden zijn privébezit. De Westeinderplassen zijn te bezoeken met een rondvaartboot die vertrekt vanaf het Praamplein in het centrum van het dorp.
Aan de rand van de Westeinder staat de opvallende watertoren van Aalsmeer. Deze met Art deco ornamenten gedecoreerde toren is een Rijksmonument.
's Zomers kan men de Historische Tuin Aalsmeer bezichtigen die een beeld geeft van de tuinbouw sinds de 17e eeuw: fruitteelt, boomkwekerij, aardbeienteelt, vormcultuur, seringen, buitenbloemen, perkgoed, snijbloemen en potcultuur.
Op 5 juli 2020 werd de interactieve bloemenattractie Floriworld geopend, waarbij bezoekers via veertien verschillende shows alles konden leren over de invloed van flora op ons leven. Deze attractie moest echter na twee jaar weer sluiten omdat onder andere door de coronapandemie die in 2020 uitbrak de bezoekers wegbleven. Op 9 februari 2023 werd de attractie als gevolg hiervan failliet verklaard.

### Industrie en diensten

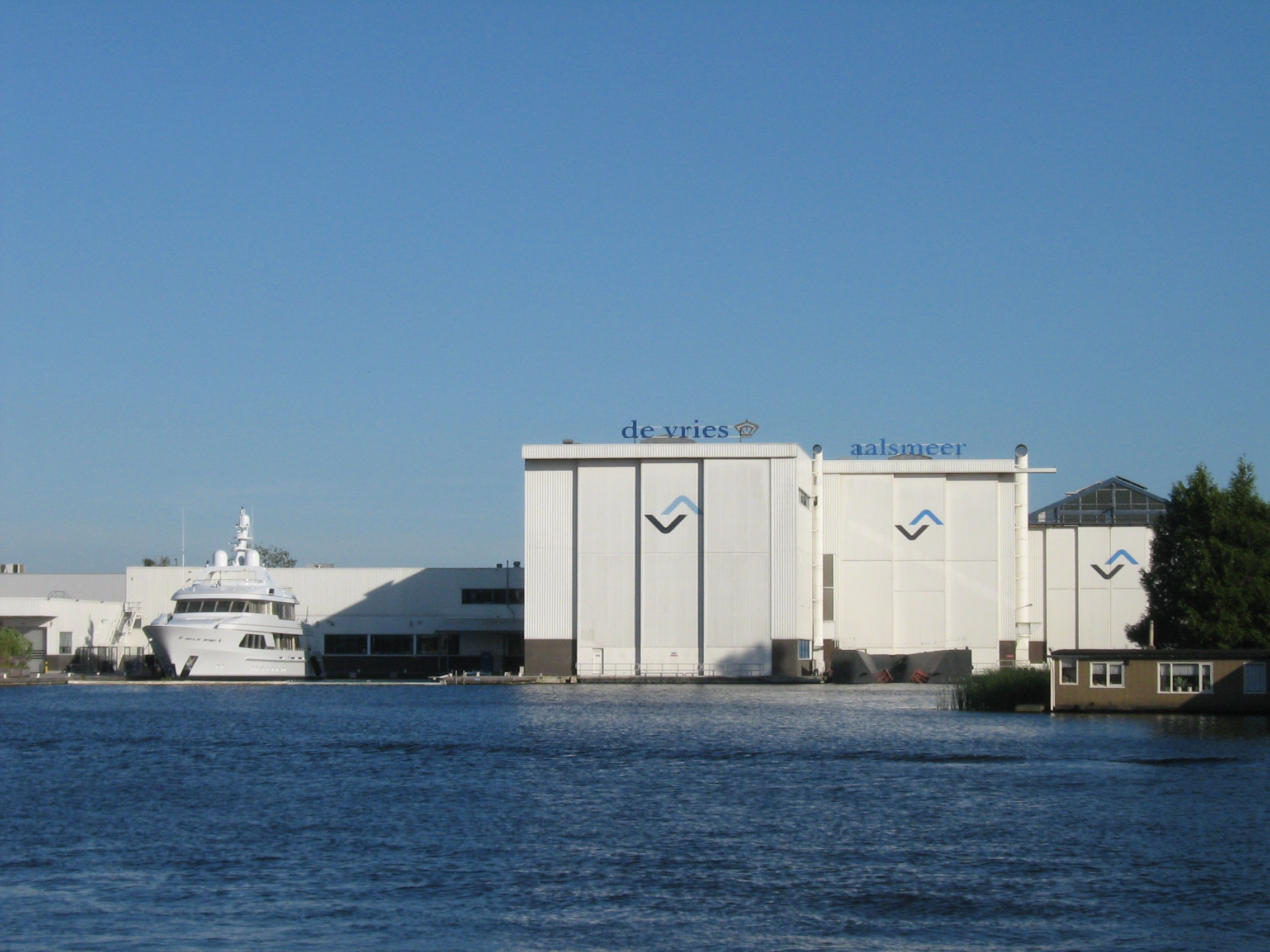
Koninklijke De Vries Scheepsbouw.

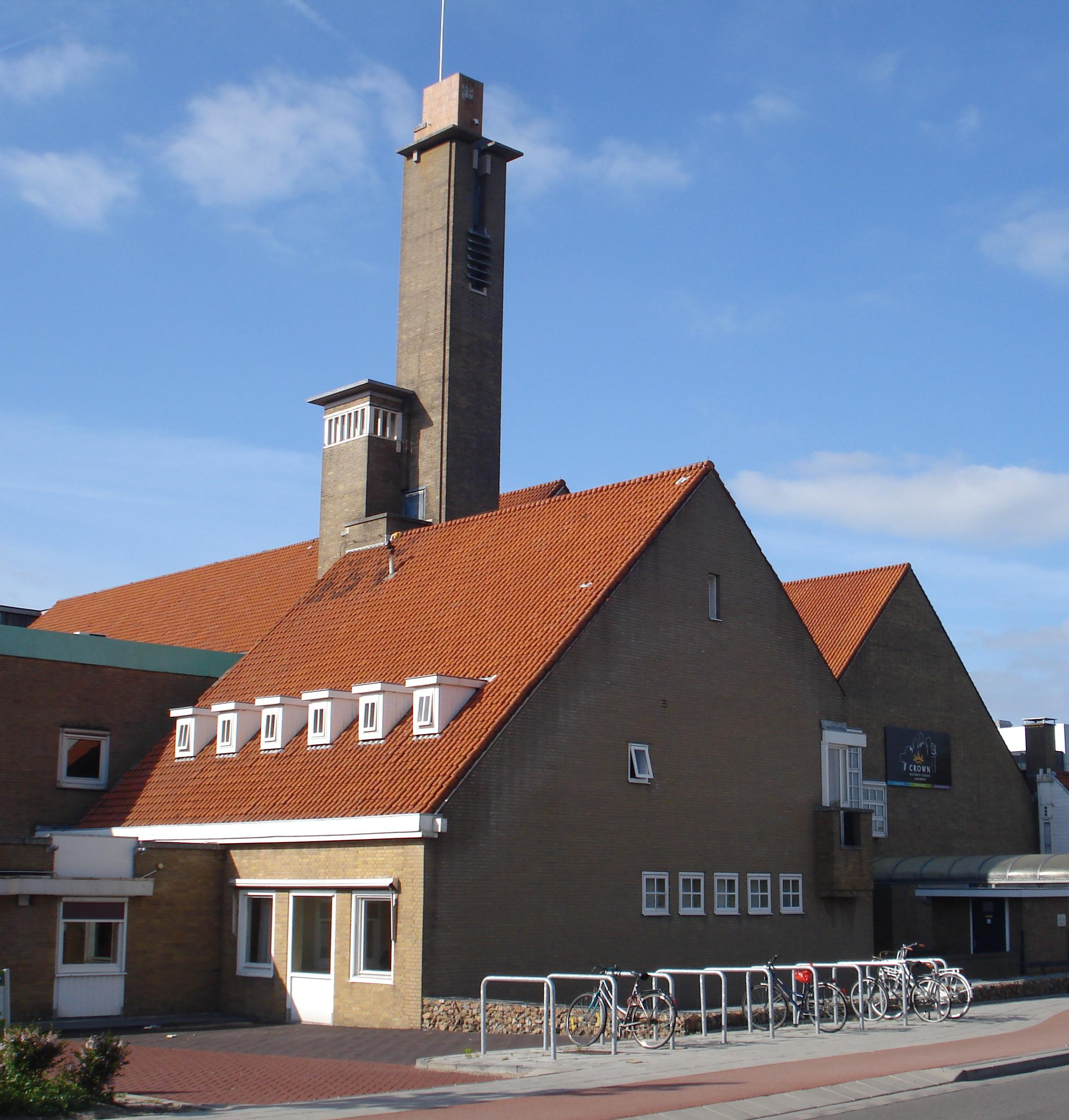
Studio's Aalsmeer in het voormalige veilinggebouw.

Naast de bloementeelt en recreatie is er enige industrie. Er staat een fabriek van verpakkingsmaterialen en op verschillende jachtwerven worden luxe plezierjachten gebouwd.
Aalsmeer is ook bekend van diverse grote televisieshows die Joop van den Ende vanuit de televisiestudio's liet uitzenden. Endemol was vanaf de jaren negentig tot september 2010 gevestigd in de oude Centrale Aalsmeerse Veiling. Een deel van het gebouw werd gebruikt als eventcentre met de naam ShowBizzCity. In 2010 is Endemol verhuisd naar Amsterdam-Zuidoost. Desondanks worden de studio's in Aalsmeer nog steeds gebruikt om tv-programma's op te nemen. In 2011 is de vliegtuig-onderhoudsopleiding van Fokker in een van de hallen gevestigd. De rest wordt tegenwoordig gebruikt als uitgaansgelegenheid.
In het oude veilinggebouw Bloemenlust aan de Oosteinderweg is vandaag de dag sport- en evenementencentrum The Beach te vinden. In het achterste deel zitten de magazijnen van een paar bedrijven.

## Cultuur

### Monumenten
Het gemeentehuis, rond 1960 ontworpen door architect J.F. Berghoef, staat aan de Van Cleeffkade in het centrum van Aalsmeer. Op het plein voor het gemeentehuis staat – op een tien meter hoge sokkel – een standbeeld van de godin Flora, godin van de lente en de bloemen. Bij de plaatsing in 1962 zorgde het beeld voor nogal wat ophef omdat het 'te naakt' zou zijn.

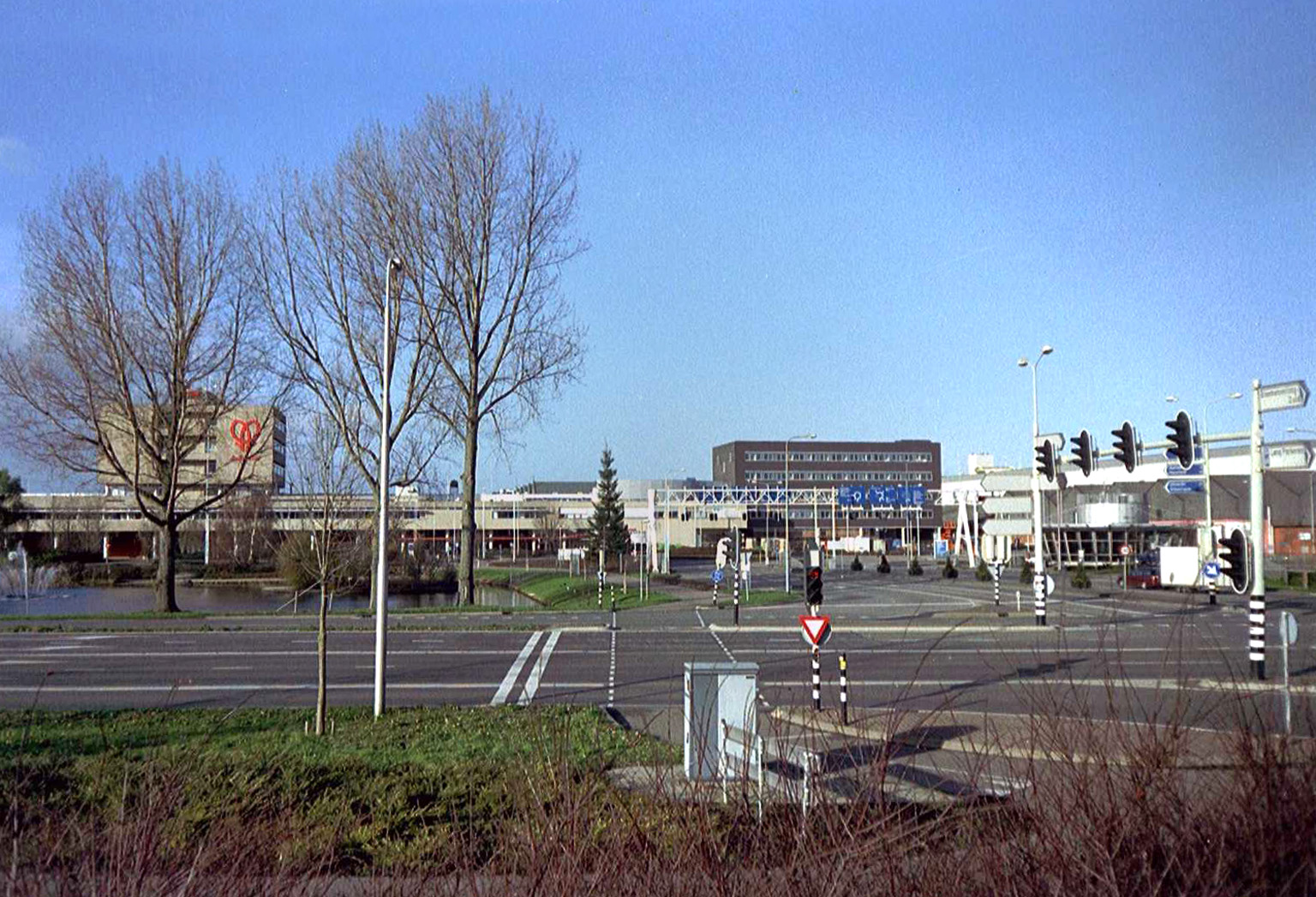
FloraHolland.

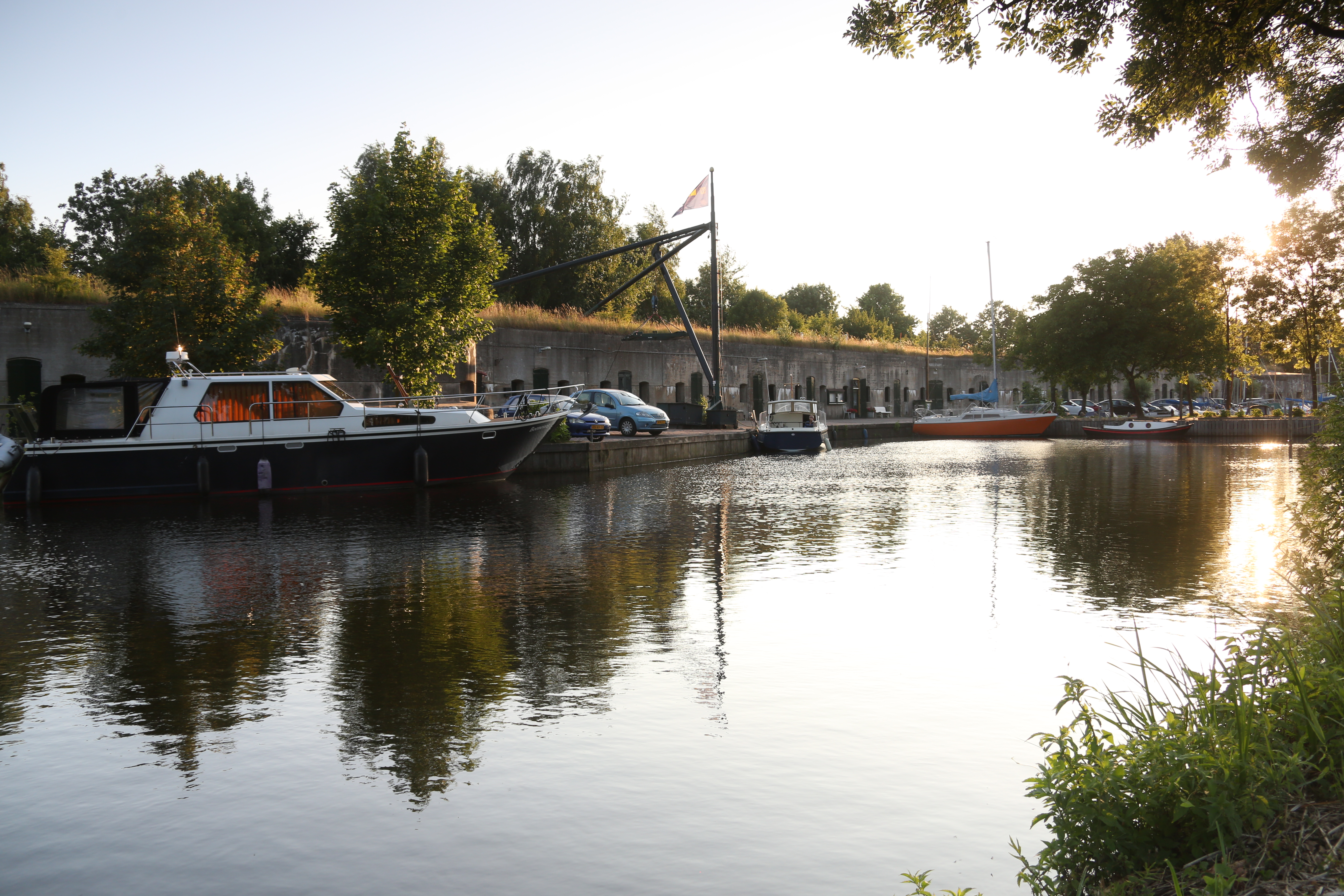
Het Fort bij Kudelstaart.

Aalsmeer telt zo'n honderd monumenten, waaronder 29 rijksmonumenten. Daaronder zijn het Oude Raadhuis aan de Dorpsstraat 9 en de watertoren. Een achttal monumenten is gelegen aan de Uiterweg. Voor een overzicht van monumenten, zie:
- Lijst van rijksmonumenten in Aalsmeer (gemeente)
- Lijst van gemeentelijke monumenten in Aalsmeer
- Lijst van oorlogsmonumenten in Aalsmeer

### Kunst in de openbare ruimte
In de gemeente zijn diverse beelden, sculpturen en objecten geplaatst in de openbare ruimte, zie:
- Lijst van beelden in Aalsmeer

### Evenementen

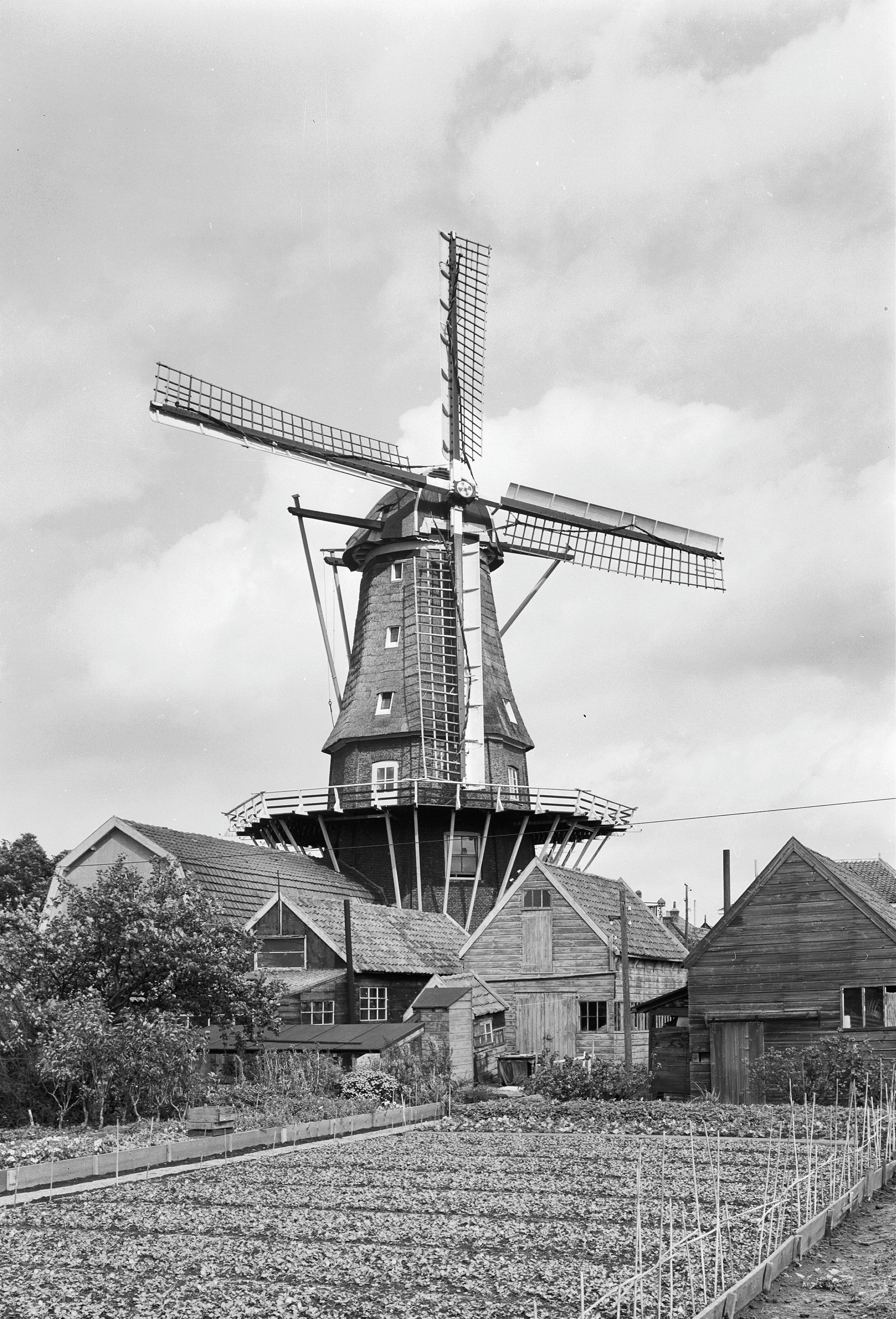
Korenmolen De Leeuw in 1968.

Zestig jaar lang vond elke eerste zaterdag van september het bloemencorso plaats. De eerste keer was in 1948, ter gelegenheid van de inhuldiging van Koningin Juliana, de laatste keer op 1 september 2007. Omdat de belangrijkste sponsor, de bloemenveiling, zijn bijdrage stopte, besloot men deze traditie te beëindigen. Na vier jaar afwezigheid hield de nieuwe Stichting Aalsmeers Bloemencorso in september 2011 en 2012 weer een (kleinschaliger) bloemencorso. Sinds 2013 wordt jaarlijks in het derde weekend van juni een bloemenfestival georganiseerd.
In juni is er jaarlijks een bandjesavond in het dorpscentrum; in het eilandengebied van de Westeinderplassen in juli het theaterfestival Plaspop Aalsmeer. Op elke eerste zaterdag van september vindt een verlichte botenshow plaats, op de tweede zaterdag van september de Aalsmeerse pramenrace.

## Dialect
Vanouds heeft Aalsmeer een eigen dialect, dat veel sterker van de standaardtaal afwijkt dan de omringende dialecten. Het Aalsmeerse dialect werd 'het Buurts' of 'het Uiterwegs' genoemd. Het is een typisch Hollands relictdialect, dat de aandacht trekt doordat het veel gemeen heeft met het West-Fries. De Fryske Akademy onderzoekt het Aalsmeers dialect.

## Aangrenzende gemeenten
| Aangrenzende gemeenten | Aangrenzende gemeenten | Aangrenzende gemeenten | Aangrenzende gemeenten | Aangrenzende gemeenten |
| ---------------------- | ---------------------- | ---------------------- | ---------------------- | ---------------------- |
| Haarlemmermeer         |                        |                        |                        |                        |
|                        |                        |                        |                        |                        |
|                        | Amstelveen             |                        |                        |                        |
|                        |                        |                        |                        |                        |
| Kaag en Braassem (ZH)  |                        |                        |                        | Uithoorn               |

## Wijkindeling
De gemeente wordt ingedeeld in de volgende wijken en buurten:
- Aalsmeer
  - Centrum
  - Oost
  - Zuid I, Zuid II en Zuid III
  - Hornmeer
  - Uiterweg
  - Zuidwestboezem
  - Zuidwestpolder
  - Kompolder
  - Oranjewijk
  - Noordoostboezem
  - Noordoostpolder
  - Schinkelpolder
  - Bij de Poel
  - Nieuw Oosteinde
- Kudelstaart
  - Kudelstaart Kom
  - Omgeving Kudelstaart
  - Calslagen
- Vrouwentroost

## Politiek

### Burgemeester
Vanaf april 2019 is Gido Oude Kotte (CDA) burgemeester.

### College
Na de gemeenteraadsverkiezingen in 2022 werd een nieuw college geformeerd door het Christen-Democratisch Appèl (CDA) de Volkspartij voor Vrijheid en Democratie (VVD) en de Democraten 66 (D66). Het huidige college van burgemeester en wethouders bestaat uit burgemeester Gido Oude Kotte (CDA) en wethouders Bart Kabout (CDA), Sven Spaargaren (VVD) en Willem Kikkert (D66).

### Gemeenteraad
Samenstelling van de Aalsmeerse gemeenteraad sinds de verkiezingen van 1978:
| Gemeenteraadszetels                                   | Gemeenteraadszetels | Gemeenteraadszetels | Gemeenteraadszetels | Gemeenteraadszetels | Gemeenteraadszetels | Gemeenteraadszetels | Gemeenteraadszetels | Gemeenteraadszetels | Gemeenteraadszetels | Gemeenteraadszetels | Gemeenteraadszetels | Gemeenteraadszetels |
| Partij                                                | 1978                | 1982                | 1986                | 1990                | 1994                | 1998                | 2002                | 2006                | 2010                | 2014                | 2018                | 2022                |
| ----------------------------------------------------- | ------------------- | ------------------- | ------------------- | ------------------- | ------------------- | ------------------- | ------------------- | ------------------- | ------------------- | ------------------- | ------------------- | ------------------- |
| Absoluut Aalsmeer (AA)                                | –                   | –                   | –                   | –                   | –                   | –                   | –                   | –                   | –                   | –                   | 4                   | 6                   |
| CDA                                                   | 9                   | 7                   | 8                   | 8                   | 6                   | 7                   | 6                   | 6                   | 6                   | 6                   | 8                   | 6                   |
| VVD                                                   | 5                   | 6                   | 5                   | 4                   | 5                   | 6                   | 4                   | 4                   | 5                   | 6                   | 6                   | 5                   |
| D66                                                   | –                   | –                   | –                   | 2                   | 2                   | 1                   | *                   | *                   | *                   | *                   | 2                   | 3                   |
| GroenLinks                                            | –                   | –                   | –                   | –                   | –                   | –                   | *                   | *                   | *                   | *                   | 2                   | 2                   |
| PvdA                                                  | 5                   | 4                   | 4                   | 3                   | 3                   | 3                   | *                   | *                   | *                   | *                   | 1                   | 1                   |
| Aalsmeerse Belangen (AB)                              | –                   | 2                   | 2                   | 2                   | 3                   | 2                   | 4                   | 4                   | 6                   | 6                   | –                   | –                   |
| Progressieve Aalsmeerse Combinatie Tweeduizend (PACT) | –                   | –                   | –                   | –                   | –                   | –                   | 5                   | 5                   | 4                   | 4                   | –                   | –                   |
| Het Aalsmeers Collectief (HAC)                        | –                   | –                   | –                   | –                   | –                   | –                   | –                   | –                   | –                   | 1                   | –                   | –                   |
| Totaal                                                | 19                  | 19                  | 19                  | 19                  | 19                  | 19                  | 19                  | 19                  | 21                  | 23                  | 23                  | 23                  |
| Opkomst                                               | 77,6%               | 72,3%               | 76,5%               | 64,5%               | 63,0%               | 58,8%               | 60,3%               | 55,3%               | 50,5%               | 52,8%               | 55,6%               | 50,6%               |

## Bevolkingsontwikkeling
De ontwikkeling van het inwoneraantal van Aalsmeer sinds 1815:
Vanwege een beveiligingsprobleem met de MediaWiki Graph-software is het momenteel niet mogelijk deze grafiek weer te geven. Zodra de software is bijgewerkt zal de grafiek vanzelf weer zichtbaar worden.

## Bekende Aalsmeerders

### Geboren in Aalsmeer
- Anton Roosjen (1894-1978), politicus en bestuurder, lid Tweede Kamer (1937-1963)
- Jacques van Tol (1897-1969), tekstschrijver
- J.F. Berghoef (1903-1994), architect
- IJke Buisma (1907-1994), atlete
- Mien Harmsen (1915-2000), verzetsstrijder
- Dirk Kastelein (1916-1993), politicus en ambtenaar, burgemeester van Weesperkarspel (1956-1966), van Zierikzee (1966-1970) en van Loosdrecht (1970-1981)
- Ada van Keulen (1920-2010), verzetsstrijdster
- Jan de Pous (1920-1996), politicus en bestuurder, lid Raad van State (1958-1959), minister van Economische Zaken (1959-1963) en voorzitter Sociaal-Economische Raad (1964-1985)
- Jan Bol (1924-2010), zeiler
- Joop Borgman (1928-1999), politicus, lid Eerste Kamer (1987-1991)
- Jan Jongkind (1932-2024), zeiler
- Nico van der Maat (1940-2025), journalist
- Piet Bon (1946), roeier
- Fred Borgman (1946-1996), politicus, lid Tweede Kamer (1978-1990) en burgemeester van Nijkerk (1990-1994)
- Theo Griekspoor (1948), organist
- Theodore van Houten (1952-2016), schrijver en journalist
- Peter R. de Vries (1956-2021), misdaadverslaggever, journalist, schrijver en presentator
- Saskia Bruines (1962), politica, wethouder van Amsterdam, Leidschendam-Voorburg en Den Haag
- Kees van der Zwaard (1962), toneelschrijver en theoloog
- Robbert-Jan van Duijn (1987), politicus, burgemeester van Nieuwkoop (2020-heden) (Kudelstaart)
- Jasmijn Vriethoff (1990), actrice

### Woonachtig geweest in Aalsmeer
- Antoni Wilhelmus Haan (1896-1969), politicus en jurist, commissaris van de Koningin in Friesland (1945)
- Jan Moll (1900-1988), vliegenier
- Corry Vonk (1901-1988), revuester en cabaretière (Kudelstaart)
- Simon Bon (1904-1987), roeier
- Wim Kan (1911-1983), cabaretier en zanger (Kudelstaart)
- Marinus Ruppert (1911-1992), politicus en vakbondsbestuurder, lid Eerste Kamer (1956-1959), lid Raad van State (1959-1973), vicepresident Raad van State (1973-1980) en minister van staat (1980-1992)
- Jan Brouwer (1916-1976), architect
- Eddy Christiani (1918-2016), zanger
- Piet Steenkamp (1925-2016), politicus en econoom, lid Eerste Kamer (1965-1991), partijvoorzitter CDA (1975-1980) en voorzitter van de Eerste Kamer (1983-1991)
- Ria Beckers (1938-2006), politica en onderwijzeres, lid Tweede Kamer (1977-1993)
- Tilly van der Zwaard (1938-2019), atlete
- Jan Leliveld (1956-2017), zanger
- Sébastien Haller (1994), voetballer